# 利尼-蒂卢瓦
利尼-蒂卢瓦（法語：Ligny-Thilloy，法語發音：[liɲi tilwa]）是法国上法蘭西大區加来海峡省的一个市镇，属于阿拉斯区。该市镇于1820年由原市镇利尼-勒巴尔克（Ligny-le-Barque）和蒂卢瓦（Thilloy）合并而成。

## 地理
利尼-蒂卢瓦（50°5'4"N, 2°49'31"E）面积10.29 平方千米，位于法国上法蘭西大區加来海峡省，该省份为法国北部沿海省份，西北濒北海，南至索姆省，东临北部省。
与利尼-蒂卢瓦接壤的市镇（或旧市镇、城区）包括：阿韦讷莱巴波姆、巴波姆、博朗库尔、格雷维莱、勒萨尔、瓦尔朗库尔欧库尔、弗莱尔、格德库尔。
利尼-蒂卢瓦的时区为UTC+01:00、UTC+02:00（夏令时）。

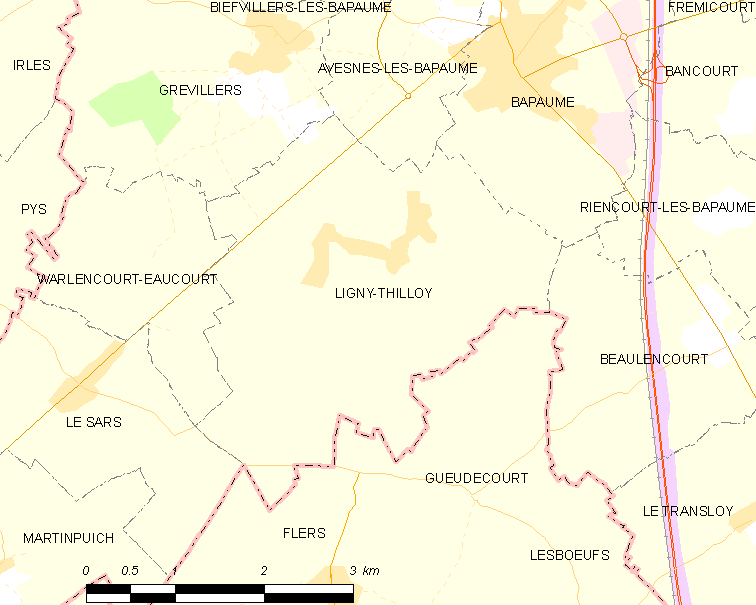
利尼-蒂卢瓦的OSM定位图

## 行政
利尼-蒂卢瓦的邮政编码为62450，INSEE市镇编码为62515。

## 政治
利尼-蒂卢瓦所属的省级选区为巴波姆县。

## 人口

1962-2008年间利尼-蒂卢瓦人口变化图示

利尼-蒂卢瓦于2022年1月1日时的人口数量为517人。